# Borlänge község
Borlänge község (svédül: Borlänge kommun) Svédország 290 községének egyike. A jelenlegi községet 1971-ben hozták létre Borlänge város és egy szomszédos község egyesítésével.

## Települései
A községben 7 település (tätort) található. A települések és népességük:
| Település       | Népesség                       | Megjegyzés         |
| --------------- | ------------------------------ | ------------------ |
| Borlänge        | 44 299 fő (2023. dec. 31.) +/- | a község székhelye |
| Halvarsgårdarna |                                |                    |
| Idkerberget     |                                |                    |
| Norr Amsberg    |                                |                    |
| Ornäs           |                                |                    |
| Repbäcken       |                                |                    |
| Torsång         |                                |                    |

## Külső hivatkozások
- Hivatalos honlap Archiválva 2009. március 17-i dátummal a Wayback Machine-ben (svéd, angol)